# 賓菲加體育B隊
賓菲加體育B隊（葡萄牙語：Sport Lisboa e Benfica "B"），葡萄牙職業足球會，位於Seixal，成立於1999年，曾於2006年解散，但在2012年重建，現時於葡甲作賽。是賓菲加的預備隊。他們不容許參與葡萄牙盃及葡聯盃。

## 外部連結
- Official webpage （页面存档备份，存于） （葡萄牙文）
- Official regulation （页面存档备份，存于） （葡萄牙文）
- Official Statistics （页面存档备份，存于） （葡萄牙文）
- Resultados Ao Vivo, proximos jogos ao vivo, posicoes de Liga de Honra （葡萄牙文）
- Portuguese Futebol.com » Your Source for Portuguese Soccer （英文）
- Portuguese Soccer News Links （页面存档备份，存于） （英文）